# Movimiento Nueva Sociedad
El Movimiento Nueva Sociedad (en filipino: Kilusang Bagong Lipunan, KBL), fundado como el Movimiento de la Nueva Sociedad de Nacionalistas y Liberales Unidos, etcétera (en filipino: Kilusang Bagong Lipunan ng Nagkakaisang Nacionalista, Liberal, at iba pa, KBLNNL) es un partido político filipino. Fue fundado en 1978 para servir como partido único de facto de la dictadura autoritaria de Ferdinand Marcos. Después del derrocamiento de Marcos, en 1986, se reorganizó como partido político y ha participado en varios procesos electorales del país con resultados marginales, sufriendo varias divisiones desde su salida del poder.
El 20 de noviembre de 2009, el KBL forjó una alianza con el Partido Nacionalista (PN) entre Bongbong Marcos y el senador Manny Villar en la Casa Laurel en la ciudad de Mandaluyong. Bongbong fue posteriormente eliminado como miembro del Comité Ejecutivo Nacional del KBL el 23 de noviembre. Como tal, el NP rompió su alianza con el KBL debido a los conflictos internos dentro del partido, aunque Bongbong permaneció como parte del PN en la formación senatorial.

## Resultados legislativos

### Regular Batasang Pambansa
| Año  | # de votos  | % de votos | # de escaños obtenidos | +/– |
| ---- | ----------- | ---------- | ---------------------- | --- |
| 1978 | 155.866.553 | 74.97      | 150/189                |     |
| 1984 |             | 62.30      | 114/200                | 40  |

### Cámara de Representantes
| Año  | # de votos | % de votos | # de escaños obtenidos | +/– |
| ---- | ---------- | ---------- | ---------------------- | --- |
| 1987 | 823.676    | 4.10       | 11/214                 | 103 |
| 1992 | 438.577    | 2.35       | 3/216                  | 8   |
| 1995 | 183.256    | 0.95       | 1/226                  | 2   |